# Richard Abegg
Richard Wilhelm Heinrich Abegg (n. 9 ianuarie 1869, Danzig, Regatul Prusiei – d. 3 aprilie 1910, Koszalin, Imperiul German) a fost un chimist german și pionier al teoriei valenței. El a propus faptul că diferența dintre valența maximă pozitivă și negativă pentru un element chimic are tendința de a avea valoarea opt (regula Abegg, 1904).